# Ernst Kaltenbrunner
‎
Ernst Kaltenbrunner, avstrijski politik, pravnik in vojni zločinec, * 4. oktober 1903, Ried im Innkreis, Gornja Avstrija, † 16. oktober 1946 Nürnberg.
V nacističnih krogih je napredoval s pomočjo nekdanjega sošolca Adolfa Eichmana. Ko so 30. januarja 1942 Reinharda Heydricha razrešili z mesta šefa varnostne službe SD, je Kaltenbrunner zasedel njegov položaj. 
Zagrešil je veliko vojnih zločinov, najhujši pa je bil ukaz za zaplinjanje 15.000 internirancev v Mauthausenu - tik preden je ameriška vojska osvobodila to taborišče. Na sojenju v Nürnbergu je tajil vse svoje zločine in obsojen je bil na smrt z obešanjem. Smrtna kazen je bila izvršena 16. oktobra 1946.